# Villa Rabelais - Maison des cultures gastronomiques
La Villa Rabelais, Maison des cultures gastronomiques, est un centre culturel et scientifique consacré à la gastronomie, entendue comme l’art de bien manger et de bien boire.
D'après la nouvelle république, la Villa Rabelais est un projet unique en France.

## Origines
L’ouverture de la Villa Rabelais s’inscrit dans la continuité de l’inscription en 2010 par l'UNESCO du repas gastronomique des Français sur la liste du patrimoine culturel immatériel de l’humanité. Le plan de gestion de l’inscription propose la « création d’un équipement culturel pluridisciplinaire, à dimension nationale et internationale, qui contribuera à sensibiliser le public à l’histoire, aux fonctions et valeurs du repas, ainsi qu’à la vitalité de ses expérimentations en France et dans le monde ». La Villa Rabelais s’emploie à respecter ces recommandations en devenant un lieu destiné à la valorisation de la cuisine et de la gastronomie comme éléments culturels. Elle sensibilise le plus grand nombre aux patrimoines gastronomiques locaux (comme la gastronomie du Jardin de la France, en région Centre-Val de Loire) et du monde.

### Le bâtiment
La Villa Rabelais, est situé au sein du manoir Béranger, un hôtel particulier construit en 1884-1885, par l’architecte français Stéphen Sauvestre (1847-1919) à la demande de Georges Goüin (1850-1925). Ce dernier est issu d’une riche famille de banquier, dont le père, Eugène, a eu une carrière politique prospère. Le bâtiment est inscrit à l’inventaire général du patrimoine culturel en 1991. Racheté par la ville de Tours en 1949, il accueille successivement l’école de droit et l’école des Beaux-Arts. C’est en 2017 qu’il prend le nom de Villa Rabelais, pour accueillir le projet de Cité de la gastronomie de Tours.

### L’IEHCA à l'origine du projet Villa Rabelais
L'Institut Européen d'Histoire et des Cultures de l'Alimentation (IEHCA), est créé en 2001, à l’initiative du ministère de l’Enseignement supérieur et de la Recherche, en partenariat avec la région Centre-Val de Loire et l’université de Tours. Sa mission est d’encourager la recherche dans le domaine des patrimoines et cultures alimentaires. L’IEHCA anime un réseau international de plus de 400 chercheurs. Les échanges entre chercheurs et institutions de recherche des pays européens sont favorisés par l’organisation de rencontres scientifiques ; une politique éditoriale s’adressant aux spécialistes et aux passionnés ; le développement d’un centre de ressources unique en Europe.
Dès 2006, l’IEHCA milite pour une reconnaissance de la cuisine comme un élément essentiel de notre culture et de notre patrimoine. L’Institut souhaite faire inscrire le patrimoine alimentaire français sur la liste représentative du patrimoine culturel immatériel de l’humanité. Il défend que la cuisine française est un bien culturel et un espace de sociabilité, et que les pratiques culinaires devraient être reconnues comme de véritables actes culturels. Cette inscription vise par ailleurs la sensibilisation et l’éducation aux patrimoines alimentaires ainsi que l’encouragement des recherches scientifiques et techniques dans ce domaine. Cette demande aboutira finalement à l’inscription du repas gastronomique des Français en novembre 2010.

### Le repas gastronomique des Français
Le 16 novembre 2010, « le repas gastronomique des Français » est inscrit sur la liste représentative du patrimoine culturel immatériel de l’humanité. Par cette inscription, l’UNESCO contribue à faire reconnaître la gastronomie comme une composante de la culture française. La convivialité, l’importance accordée au goût et la place donnée au rituel du repas sont des éléments constitutifs du patrimoine français et assurent son rayonnement et son attractivité.

### Le réseau des Cités de la gastronomie
En juin 2013, l’État attribue aux villes de Tours, Lyon, Dijon, Paris-Rungis, le label de « Cité de la gastronomie » avec pour objectif de créer des lieux de culture intégralement destinés à la connaissance du patrimoine gastronomique et à sa transmission. Le Réseau des Cités de la gastronomie est accompagné par la Mission Française du Patrimoine et des Cultures Alimentaires (MFPCA). Les Cités développent des thématiques et axes spécifiques qui affirment l’identité de chacune.
- Dijon : valorisation et promotion de la culture de la vigne et du vin
- Lyon : alimentation et santé
- Paris-Rungis : une alimentation durable et une gastronomie responsable
- Tours : la gastronomie par le prisme des sciences humaines et sociales

### Le Label: Tours, Cité de la gastronomie
En 2020, la nouvelle municipalité de Tours a repensé le projet de cité de la gastronomie, qui avait déjà connu plusieurs évolutions depuis l’attribution du label. À travers ce label, elle choisit de prôner une gastronomie respectueuse du terroir, de l’environnement et accessible à tous. Pour ce faire, elle s’appuie sur deux piliers que sont sa position historique de capitale du Jardin de la France et le travail universitaire et culturel mené par l’université de Tours et l’IEHCA.
Tours, Cité de la gastronomie est appelée à se déployer autour de trois axes répartis en trois lieux phares :
- La dimension culturelle de l’alimentation, à la Villa Rabelais ;
- La mise en valeur des produits locaux, aux Halles de Tours[11] ;
- L’accessibilité de la gastronomie par l’éducation au goût dans le quartier du Sanitas à Tours.

## Les activités de la Villa Rabelais
La Villa Rabelais accueille principalement trois départements :
- L'IEHCA et ses activités scientifiques ;
- Les bibliothèques ;
- L'université ouverte des sciences gastronomiques.

### L'IEHCA et ses activités scientifiques

#### Les réseaux

##### Le réseau thématique de recherche régional: cultures et sciences de l’alimentation
L’IEHCA inscrit la plus grande partie de ses activités dans un Réseau Thématique de Recherche (RTR) souhaité par la région Centre-Val de Loire sur la période 2019-2022. Ce réseau est la continuité du Pôle Alimentation de l’université de Tours, présidé par Régis Hankard, professeur de Pédiatrie au CHRU de Tours, dont la communauté scientifique pluridisciplinaire réunit une vingtaine de domaines scientifiques autour d’une approche transversale de l’alimentation et de la nutrition.
La coordination scientifique du réseau thématique de recherche est dévolue à Bruno Laurioux, professeur d’histoire du Moyen Âge et de l’alimentation à l’université de Tours. Le RTR vise à dynamiser la recherche transdisciplinaire en alimentation et nutrition en fédérant les acteurs de la région. Il promeut les interactions entre les partenaires académiques et non-académiques pour porter des projets de recherche collaboratifs à l’international. Pour ce faire, l’IEHCA développe ses outils (programme de réunions scientifiques, politique éditoriale, bibliothèque de recherche, espaces de travail, réseau) au service de l’animation et de la montée en puissance de cette dynamique.

##### Le réseau international
Une des principales missions de l'IEHCA est de recenser les chercheurs qui, en France et à l’international, travaillent dans le domaine de l'histoire et des cultures de l'alimentation, afin d'éditer un annuaire de référence. Une logique de mise en réseau guide ce projet. L’IEHCA souhaite offrir des opportunités de coopération et de communication internationales entre chercheurs.

#### Les rendez-vous scientifiques de haut niveau
L'IEHCA s'attache à soutenir les échanges entre les chercheurs et les institutions de recherche du monde entier, à intensifier les collaborations scientifiques en France et hors de nos frontières.
Depuis sa création, l’Institut organise ou coorganise de manière régulière des colloques aux thèmes variés réunissant les principaux spécialistes internationaux des cultures alimentaires.
Les chercheurs peuvent faire état de leurs travaux et les soumettre au jugement de leurs pairs lors de ces manifestations : la convention internationale de Tours, les colloques de l’IEHCA, l’université d’été, etc.

#### Les publications
- Food & History[19] est la revue de l'IEHCA. Européenne et diffusée par Brepols, elle entend prendre une place originale dans le paysage de la connaissance scientifique en faisant reconnaître l'histoire de l'alimentation comme un domaine de recherche à part entière.
- Tables des Hommes[20] : l'IEHCA s'est associé aux Presses Universitaires François-Rabelais (université de Tours) et aux Presses universitaires de Rennes pour créer la collection Tables des Hommes, consacrée aux regards portés par les sciences humaines et sociales sur l'alimentation. Cette série, consacrée à ce que l’on peut appeler les "cultures alimentaires", vise à mieux comprendre les rapports qu’entretient l’homme avec son alimentation.
- À la table des Grands Monuments : située entre recherche et diffusion des savoirs, la collection « À la table des monuments » valorise un monument emblématique du patrimoine historique français par le prisme de la cuisine et de l’alimentation.
  - À la table du château de Valençay, PUFR, 2021[21]
  - À la table du château royal de Blois, PUFR, 2022[22]

### Les bibliothèques de la Villa Rabelais

#### La bibliothèque de recherche
Créée en 2002, la bibliothèque de recherche de l’IEHCA est la seule bibliothèque en Europe consacrée à l’histoire et aux cultures de l’alimentation. De nombreuses périodes historiques et espaces géographiques sont représentés ainsi qu’un vaste ensemble de thématiques (cuisines régionales, vigne et vin, arts de la table…).
La bibliothèque dispose d’un fonds multilingue et pluridisciplinaire de plus de 10 000 ouvrages et documents (revues spécialisées, thèses et mémoires de master, inventaires, sources…), qui s’enrichit constamment.
Elle accueille aussi des fonds d’archives scientifiques issues de dons de chercheurs spécialisés dans les différents domaines des Food Studies. Elle est en outre en capacité d’accueillir des dons privés.
Redéployée au sein de la Villa Rabelais depuis 2017, la bibliothèque est ouverte à tous, passionnés d’histoire de l’alimentation, étudiants, chercheurs, professionnels.

#### La bibliothèque gourmande / salle d’actualités
Installée dans un cadre convivial et confortable, la bibliothèque gourmande propose en libre consultation une sélection d’ouvrages récents et de natures diverses, qui traitent de la gastronomie sous toutes ses formes : livres de chefs, livres de recettes, littérature, essais, revues, bandes dessinées, livres jeunesse… Le fonds, composé d’ouvrages publiés récemment, est renouvelé régulièrement afin d’offrir un aperçu de l’actualité culinaire en France et dans le monde. Dans le prolongement de la bibliothèque, le public peut profiter de la terrasse donnant sur le jardin paysagé.
La bibliothèque gourmande est animée par des événements récurrents qui promeuvent les richesses des patrimoines alimentaires d’ici et d’ailleurs.

#### Labibliothèque des saveurs
La ville de Tours prévoit d’aménager le jardin de la Villa Rabelais et d’offrir au public une bibliothèque de saveurs, en s’appuyant sur la diversité des plantes aromatiques.

### L’université ouverte des sciences gastronomiques
L’université ouverte des sciences gastronomiques se veut être un espace de transmission, de découverte, d’initiation, d’apprentissage ou de d’approfondissement des savoirs, des savoir-faire et des savoir-être de la gastronomie.

#### Les ateliers de formation pratique
Les ateliers de l’université ouverte des sciences gastronomiques s’adressent aux personnes souhaitant approfondir leurs connaissances et pratique culinaires, œnologiques, gastronomiques ou alimentaires, sur les thèmes du vin, des épices, du thé, de la bière, des mets patrimoine mondial de l’Unesco, et de bien d’autres thématiques. Il s’agit de regrouper un petit nombre de personnes qui souhaitent découvrir ou apprendre à utiliser à bon escient un produit. Des experts accueillent à la Villa Rabelais néophytes et connaisseurs, de façon ludique et sensorielle pour s'initier à un apprentissage de qualité. Dans l’ambiance chaleureuse et conviviale de la Villa Rabelais à Tours, débutants et amateurs viennent lier connaissance au fil de ces séances de formation, et partager leurs ressentis autour des produits argumentés et dégustés.

#### Les Rencontres François Rabelais
Créées en 2005, les Rencontres François Rabelais furent successivement présidées par Alain Senderens, Jacques Maximin, Régis Marcon, Marc Meneau, Michel Guérard, Dominique Loiseau (restauratrice), Martín Berasategui, Philippe Rochat, Kiyomi Mikuni, Pierre Wynants, Pierre Hermé, Stéphane Layani, Léa Linster, Jacques Puisais, Fatéma Hal, Eric Roy, Olivier Roellinger, Thierry Marx, François-Régis Gaudry, Pierre et Michel Troisgros et de nombreux autres chefs. Ces Rencontres constituent l’un des temps forts du programme de l’université ouverte des sciences gastronomiques.
Elles sont composées d’une quinzaine de tables rondes qui reposent sur un principe original dont elles tirent leur spécificité : le dialogue entre deux mondes qui pensent et pratiquent la cuisine, celui des observateurs et producteurs de discours gastronomiques d’une part ; celui des acteurs de l’alimentation d’autre part.
Les Rencontres François Rabelais s’appuient largement sur les Sciences humaines et sociales comme les Études des sciences et des techniques. Elles portent, à l’occasion d’ateliers et de tables rondes, un regard sur la gastronomie et les formes de bien manger d’aujourd’hui et de demain,,.

#### La programmation d'animation culturelle
- Des rencontres littéraires : conférences, tables rondes, discussions qui mettent à l’honneur ceux qui incarnent la littérature gourmande et la connaissance gastronomique ;
- Des ateliers découvertes et animations ludiques pour petits et grands ;
- Des ateliers de dégustation autour du vin ou des produits emblématiques de notre patrimoine, pour des expériences gustatives surprenantes commentées par les meilleurs spécialistes.
- Des ateliers éco-culinaires pour une alimentation durable

### Les autres activités hébergées à la Villa Rabelais

#### L’accueil de formations universitaires autour de l’alimentation

##### Le master Cultures et Patrimoines de l’alimentation
Ce master a ouvert en 2018, dans la continuité du master Histoire et cultures de l’alimentation. Il a pour double objectif de former les étudiants à la recherche dans la domaine des Food Studies et de développer leurs compétences en matière de gestion de projets liés à la promotion, la valorisation, le développement dans les domaines des cultures et patrimoines alimentaires, de la gastronomie, du tourisme, de la valorisation des terroirs et plus généralement des pratiques alimentaires durables, locales et saines.

##### L’université d’été
Proposée depuis 2003, en partenariat avec l’université de Tours, l’université d’été, accueille pendant une semaine des universitaires internationaux reconnus par la communauté scientifique dans le domaine de l’histoire et des cultures de l’alimentation et de jeunes chercheurs travaillant dans tous les champs disciplinaires. 
Les précédentes éditions ont déjà accueilli et encouragé la mobilité de près de 340 étudiants et 110 enseignants-chercheurs confirmés venant des cinq continents.

#### Le campus des métiers et des qualifications (PATMAT)
Porté par l’université de Tours, le Campus d’excellence PatMAT rassemble un réseau d’acteurs du Centre-Val de Loire structuré autour des filières suivantes : métiers d’art, maroquinerie, patrimoines, tourisme, hôtellerie-restauration, alimentation et paysage. Son objectif est d’apporter une réponse adaptée, concrète et rapide aux mutations des métiers sur le territoire régional. Lauréat d’un Programme d’Investissement d’Avenir (PIA 3), il ambitionne d’accompagner, durant les six prochaines années, la montée en compétences des apprenants dans les filières de son périmètre.

## L’équipe de la Villa Rabelais
- Francis Chevrier – Directeur
- Olivier Rollin – Responsable administratif, développement et partenariat
- Loïc Bienassis – Responsable programmation scientifique et politique éditoriale
- Kilien Stengel – Responsable de l'université ouverte des sciences gastronomiques
- Samya Dahech – Chargée d’actions culturelles
- Christophe Souriau – Bibliothécaire
- Sylvie Valette – Secrétaire-Comptable
- Gabriel Tang – Agent polyvalent

## Les partenaires institutionnels
- La région Centre-Val de Loire
- La DRAC Centre-Val de Loire
- La Ville de Tours
- Tours Métropole Val de Loire
- L'Université de Tours